# 샤카 칸
샤카 칸(Chaka Khan, 1953년 3월 23일 ~ )은 미국의 싱어송라이터이다.
1964년 솔로 가수로 데뷔하였고, 1972년부터 1983년까지 록 밴드 루퍼스(Rufus)의 보컬리스트로 활동하였다. 1980년에는 영화 《블루스 브라더스(The Blues Brothers)》에 카메오 출연하였다. 그래미 어워드에서 10회 수상, 후보에는 총 22회 지명되었다. 2004년도에 버클리 음악대학에서 명예 박사 학위를 수여받았다.